# Paul von Rennenkampf

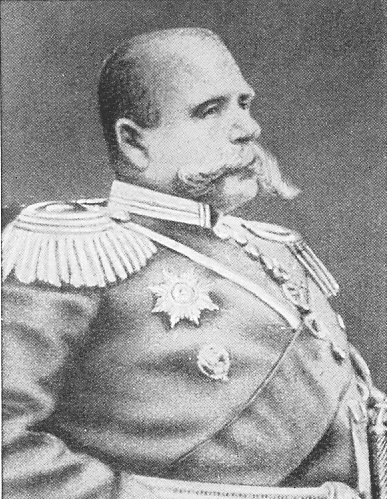
Paul von Rennenkampf

Paul von Rennenkampff, född 29 april 1854 på Konofer, död 1 april 1918 i Taganrog, rysk militär av balt-tyskt ursprung; general 1910, guvernör i Petrograd.

## Biografi
Drygt tre veckor efter första världskrigets utbrott ledde Rennenkampff den ryska 1:a arméns anfall in i Ostpreussen österifrån i riktning mot Königsberg samtidigt som ryska 2:a armén, ledd av general Aleksander Samsonov, trängde in från söder. Den lokale tyske befälhavaren av Ostpreussen, Max von Prittwitz, föreslog reträtt bakom floden Weichsel, vilket inte accepterades av Berlin. Trots att tyskarna bara hade en armé till förfogande mot ryssarnas två, lyckades Hindenburg och Ludendorff genom mycket list och utnyttjande av det täta tyska järnvägsnätet besegra båda de inträngande arméerna. Man riktade sig först mot Samsonovs 2:a armé och lyckades kringränna den och förinta den i grunden i slaget vid Tannenberg (som egentligen ägde rum närmare Allenstein men "Tannenberg" lät bättre i den tyska propagandan – år 1410 hade nämligen ett annat berömt slag ägt rum där. Samsonov begick självmord (30 augusti) hellre än låta sig tas till fånga. 
När nyheten om den 2:a ryska arméns öde nådde Rennenkampff tvingades han mycket hastigt till reträtt, en omringning hotade även Rennenkampffs armé. Under reträtten blottades Rennenkampffs högerflygel och revs sönder, men armén gick inte under helt och hållet, Rennenkampffs armé nådde tillbaka till Ryssland över gränsfloden Njemen efter första slaget vid Masuriska sjöarna.  
Begreppet "slaget vid Tannenberg" används stundom för hela den process som det ryska intrånget och den tyska utkastningen av fienden ur Tyskland innebar, de sista dagarna av augusti och första dagarna av september 1914. Det var för övrigt enda gången under hela första världskriget som stora slag inträffade inne i Tyskland, fortfarande vid vapenstilleståndet den 11 november 1918 fanns ingen utländsk soldat på tysk mark, annat än krigsfångar.
Sedan 1:a armén rehabiliterats och förflyttats till centrala Polen (vid den tiden fortfarande en del av Ryssland) och åter besegrats vid Łódź i december fråntogs 1914 Rennenkampff befälet. Han deltog sedan inte mer i första världskriget.
Under ryska inbördeskriget tillfångatogs han 1918 i Taganrog av bolsjevik-trupper och erbjöds befäl i Röda armén. Rennenkampff avböjde och avrättades 1 april.